# VZ Holding
Il Gruppo VZ è un fornitore di servizi finanziari svizzero con sede a Zugo. Opera sul mercato con il nome di VZ Vermögenszentrum (stilizzato in VZ VermögensZentrum). Da marzo 2007, la società madre VZ Holding SA è quotata alla SIX Swiss Exchange. Al 31 dicembre 2024, il gruppo contava circa 1568 collaboratori (equivalente di impieghi a tempo pieno) e gestiva i patrimoni dei clienti per un totale di 53 miliardi di franchi. VZ Vermögenszentrum è presente con quasi 40 sedi in Svizzera, Germania e Regno Unito.
L’azionista di maggioranza è Matthias Reinhart, fondatore del Gruppo VZ, il quale detiene direttamente e indirettamente il 61,16 percento dei diritti di voto.

## Orientamento aziendale
Il modello aziendale di VZ Vermögenszentrum verte sulla consulenza previdenziale e successoria, nonché sulla gestione patrimoniale per i privati e sulla gestione di assicurazioni e casse pensioni per le aziende. Altre aree di attività comprendono ipoteche, imposte, assicurazioni, previdenza, eredità e successioni aziendali. 
Secondo informazioni della stessa società, il Gruppo VZ non vende prodotti finanziari propri o di terzi in cambio di commissioni o provvigioni e si intende pertanto privo di conflitti di interesse. I clienti pagano un onorario per la consulenza e le commissioni per la gestione del loro patrimonio. L’offerta del Gruppo VZ si rivolge principalmente a individui e coppie di età superiore ai 50 anni che desiderano prepararsi al pensionamento.
VZ Vermögenszentrum opera principalmente in Svizzera, Germania e Regno Unito.

## Direzione e Consiglio di amministrazione
Nel 2023, Giulio Vitarelli ha assunto la carica di CEO del Gruppo VZ subentrando al fondatore, Matthias Reinhart. Prima di ricoprire questo ruolo, Vitarelli ha gestito dal 2012 l’attività di consulenza in Svizzera in sinergia con tutte le succursali. Il suo successore è Philipp Heer, anch’egli membro della Direzione.
Reinhart è stato poi eletto presidente del Consiglio di amministrazione. Nadia Tarolli Schmidt, Henriette Wendt, Albrecht Langhart, Roland Iff, Roland Ledergerber e Olivier de Perregaux completano il quadro del Consiglio di amministrazione.

## Collaboratori
VZ Vermögenszentrum impiega circa 1568 collaboratori (equivalente di impieghi a tempo pieno) e accresce il suo organico di circa 100 unità ogni anno. L’azienda forma anche tra i 30 e i 40 apprendisti ogni anno nei settori commerciale e informatico. Inoltre, ogni anno affida diverse decine di ruoli a praticanti. I consulenti vengono formati nell’accademia VZ insignita della certificazione eduQua. Ogni anno, più di 50 talenti iniziano il loro programma di formazione pluriennale su temi quali investimenti, imposte, previdenza, successione e finanziamento immobiliare. I collaboratori del Gruppo VZ sono anche invitati a comparire come esperti in riviste di consumo e programmi televisivi.

## Storia
La società è stata fondata nel 1993 da Matthias Reinhart e Max Bolanz con il nome VZ Versicherungszentrum AG. Il suo obiettivo era quello di accrescere la trasparenza sul mercato assicurativo e bancario in Svizzera operando dei confronti di prezzi e prestazioni. Lo scopo aziendale riguardava in primo luogo l’intermediazione di contratti di assicurazione.
Nel 1997, è stato cambiato il nome in VZ VermögensZentrum AG ed è stato modificato lo statuto. Da quel momento in poi, l’attenzione non si è più concentrata sulle assicurazioni, ma sulla consulenza finanziaria e sulla gestione patrimoniale. Di conseguenza, la gamma di servizi è stata continuamente ampliata e sono state aggiunte altre aree di attività. Oggi il fornitore di servizi finanziari offre consulenza ai privati in materia di pensionamento, imposte, investimenti, ipoteche, successione e assicurazioni. I clienti aziendali ricevono il supporto del Gruppo VZ con soluzioni per la cassa pensioni, la successione aziendale e la gestione assicurativa.
Nel 2000, il Gruppo ha introdotto una struttura di holding. Oggi il Gruppo VZ comprende 15 società legalmente indipendenti. Queste includono Hypothekenzentrum SA, VZ Versicherungszentrum SA, VZ Previdenza SA e VZ Banca di Deposito SA.
A marzo 2007 ha ricevuto una licenza come banca e commerciante di valori mobiliari dalla Commissione federale delle banche (CFB). 13 Nello stesso mese, VZ Holding SA è entrata in borsa.
Nel 2000, il Gruppo VZ si è espanso in Germania, dove le entità precedentemente separate VZ VermögensZentrum e VZ Depotbank Deutschland si sono fuse per dar vita a VZ VermögensZentrum Bank AG alla fine del 2021. Analogamente alla sua controparte in Svizzera, la società per azioni tedesca dispone di una licenza bancaria. Nel maggio 2021, il Gruppo VZ ha anche acquisito una partecipazione di maggioranza nella società di consulenza finanziaria Lumin Wealth Ltd con sede a Londra, segnando così l’ingresso di VZ Vermögenszentrum nel mercato britannico.

## Assetto proprietario
L’assetto proprietario al 31 dicembre 2024 è ripartito così:
|                                                        | Quota   |
| ------------------------------------------------------ | ------- |
| Matthias Reinhart (partecipazione diretta e indiretta) | 61,16 % |
| Altri membri del Consiglio di amministrazione          | 0,25 %  |
| Membri della Direzione                                 | 0,76 %  |
| Collaboratori                                          | 4,74 %  |
| Azioni proprie                                         | 1,48 %  |
| Pubblico/Altri                                         | 31,61 % |